# Lorenzo de' Medici
Lorenzo de' Medici, kallad Lorenzo il Magnifico ("den praktfulle", "den ståtlige"), född 1 januari 1449 i Florens, död 8 april 1492 i Florens, var en florentinsk statsman.
Han var äldste son till ambassadören och Florens dominus Piero di Cosimo de' Medici och Lucrezia Tornabuoni, och fick vid faderns bortgång 1469 makten över republiken Florens. Han var verksam som politiker och poet, av vilka ett par dikter översatts till svenska. Bland hans barn med Clarice Orsini fanns påve Leo X och guvernören i Florens, Giuliano.